# Bătălia de la Poltava
Bătălia de la Poltava (în rusă Полта́вская би́тва, Poltavskaia bitva în suedeză Slaget vid Poltava, în ucraineană Битва під Полтавою, Bîtva pid Poltavoiu) din ziua de 27 iunie/8 iulie 1709 a reprezentat victoria decisivă a țarului Petru I al Rusiei în fața regelui Carol al XII-lea al Suediei într-una dintre cele mai celebre bătălii ale  Marelui Război al Nordului. Ea este considerată a fi începutul declinului Suediei ca mare putere europeană, locul ei ca putere dominantă a Europei de Nord fiind luat de Rusia. Această bătălie a marcat și sfârșitul ambițiilor de independență ale ucrainenilor.

## Preludiul
Carol al XII-lea a fost în fruntea armate suedeze în victoriile de la Copenhaga și de la Narva din 1700 când a scos temporar atât Danemarca cât și Rusia din război. El însă nu a reușit să tranșeze soarta conflictului și a durat șase ani până să-l învingă pe ultimul combatant rămas în luptă, Augustus al II-lea al Saxoniei și Poloniei. 
În acest timp, Petru I al Rusiei și-a reclădit armata într-o formă modernă, bazată în principal pe infanteria pregătită să utilizeze corect tactici liniare și arme de foc moderne. Apoi, el a obținut o mare victorie de imagine, fondând orașul Sankt Petersburg pe teritoriu suedez, în Ingria. 
Într-o tentativă de a pune capăt războiului, Carol a ordonat un ultim atac asupra centrului Rusiei, cu o posibilă ocupare a Moscovei din baza de campanie din Polonia. Armata suedeză de circa 44.000 de oameni a plecat din Saxonia la 22 august 1707 și s-a deplasat încet către est. Când a ajuns la râul Vistula, a așteptat ca acesta să înghețe și l-a traversat abia la 30 decembrie, după care a continuat prin Mazuria ostilă, cucerind Hrodna la 28 ianuarie 1708 după ce rușii abandonaseră orașul fără luptă. La acel moment, rușii încercau să oprească o mare revoltă a cazacilor de pe Don, cunoscută sub numele de răscoala lui Bulavin. Revolta a fost înăbușit cu concursul forțelor Hetmanatului Căzăcesc în frunte cu Ivan Mazepa. Suedezii au continuat către zona din jurul Smarhonului și Minskului înainte ca armata să fie încartiruită pentru iarnă. În vestul Poloniei rămăseseră 8.000 de dragoni în frunte cu generalul Ernst Detlof von Krassow.
Armata suedeză, care suferise de pe urma diferitelor boli epidemice în timpul iernii, a plecat la începutul lui iunie 1708 și s-a îndreptat spre Smolensk. Primăvara, generalul Adam Ludwig Lewenhaupt din Curlanda primise ordine să strângă provizii și să vină cu armata sa de circa 12.000 de oameni să se alăture armatei lui Carol,  deși el nu a plecat din Mitau decât la sfârșitul lui iunie și nu s-a putut întâlni cu forțele lui Carol decât la 11 octombrie.
La un moment dat, ei se aflau la doar 130 de kilometri distanță unul de altul, dar Carol a renunțat deoarece avea nevoie de provizii și s-a întors spre sud în Ucraina în căutarea de grâne și de vreme mai blândă. Conform cronicilor rusești, forțele ucrainene, conduse de hetmanul cazac Ivan Mazepa, purtau de ceva vreme tratative cu Carol, iar în acest moment, Mazepa s-a aliat oficial cu suedezii pentru a obține independența față de Rusia. Nu există însă documente sau alte probe directe care să ateste negocieri preliminare între Mazepa și Carol. Mazepa i-a trimis însă pe mare parte din cazacii săi în Belarus și în Ucraina de pe malul drept pentru a opri forțele poloneze, iar hotărârea lui Carol de a se îndrepta spre Ucraina era, conform lui Hrușevski, neașteptată pentru Mazepa. El plănuia ca forțele lui Carol să înainteze spre Moscova, iar după aceea el să declanșeze propria revoltă în Ucraina.
În timp ce forțele lui Carol se îndreptau înspre Ucraina, Petru și-a trimis rezervele din Moscova să le intercepteze la Starodub și i-a cerut lui Mazepa să-i trimită întăriri. Lewenhaupt s-a dus spre sud și a fost atacat în timp ce trecea un râu în bătălia de la Lesnaia. Forțele sale au răspuns atacului rușilor, dar au constatat cu surprindere că armata rusă a luptat cu dârzenie. Lewenhaupt, văzând că este pe cale să piardă, s-a hotărât să i se alăture din nou lui Carol fără întârziere, astfel că a abandonat tunurile, vitele și mare parte din provizii, ceea ce i-a împins pe soldații săi la revoltă. Furând tot alcoolul, soldații s-au îmbătat, iar Lewenhaupt a fost obligat să-și abandoneze 1.000 de oameni beți în pădure. Când el a ajuns în cele din urmă iarna la Carol și la grosul trupelor, îi mai rămăseseră doar 6.000 de soldați fără provizii. Mazepa ezita și a convocat consiliul starșînelor pentru a hotărî ce urmează să facă. Consiliul a aprobat negocierile cu Carol. El a plecat cu ultimele rezerve de cazaci din Baturîn și s-a îndreptat spre râul Desna ca să negocieze cu Carol. Când a aflat aceasta, Petru I l-a trimis pe Aleksandr Menșikov la Baturîn și a distrus orașul fără milă. Au urmat multe alte represiuni în întreg Hetmanatul Căzăcesc însoțite de răspândirea zvonului că Mazepa a dezertat la suedezi pentru a supune Ucraina Poloniei, a uni biserica ortodoxă cu Roma și a îndepărta ortodoxia din Ucraina. Starșînelor i s-au trimis decrete ale țarului prin care a fost chemată la Hluhiv. Acolo, Mazepa a fost dat jos din funcția de hatman și înlocuit cu colonelul de la Starodub Ivan Skoropadski. 
Primăvara următoare, Carol și-a reluat înaintarea, dar armata sa pierduse două treimi din oameni morți de foame, degerături și alte vitregii ale iernii. Vremea umedă a dus la epuizarea proviziilor de praf de pușcă; tunurile nu puteau nici ele să fie folosite, întrucât nu aveau muniție. Prima acțiune a lui Carol a fost asedierea cetății Poltava de pe râul Vorskla din Ucraina. Petru organizase deja o forță redutabilă care să o apere și a sosit rapid. La 27 iunie, Carol a primit de veste că un număr mare de kalmîci i se vor alătura lui Petru și vor întrerupe liniile de aprovizionare ale armatei suedeze. Cazacii Zaporijieni care i se opuneau la început lui Mazepa au hotărât să-i țină partea acestuia și lui Carol. Forțele moscovite, cu ajutorul starșînei cazace Halahan, care dezvăluise intențiile lui Mazepa, au atacat preventiv și au distrus Siciul, împiedicându-i pe suedezi să mai primească întăriri.

## Bătălia

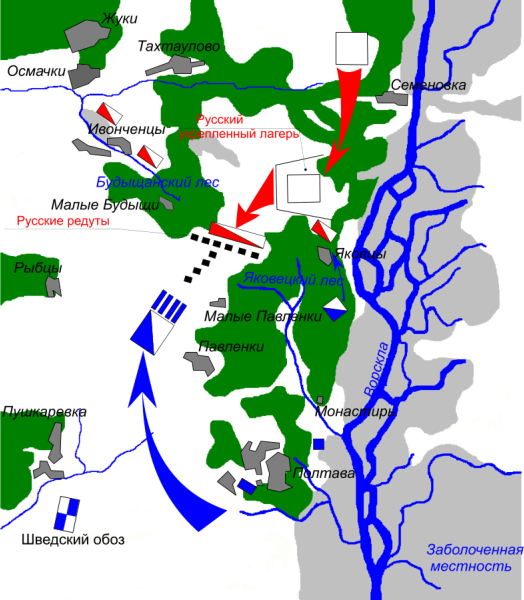
Poziția trupelor la începutul bătăliei

La începutul luptei, Carol avea circa 20.000 de oameni, în vreme ce Petru se afla în fruntea unei armate de 45.000 de oameni. Deși Carol avusese și în trecut de a face cu situații de inferioritate numerică, experiența sa nu putea fi folosită de această dată în bătălie, întrucât el fusese rănit în timpul asediului din 17 iunie, când a fost rănit la picior într-o mică ciocnire din timpul unei inspecții a avanposturilor suedeze de pe malurile râului Vorskla. El a trebuit să predea comanda trupelor mareșalului Carl Gustav Rehnskiöld și generalului Adam Ludwig Lewenhaupt, doi generali cu personalități divergente. Schimbarea comandanților nu a fost comunicată comandanților subordonați când se punea la cale lupta. De asemenea, rușii au reușit să-i slăbească pe cazaci care se hotărâseră să li se alăture suedezilor. Armata rusă a ocupat și a distrus Siciul Zaporijian cu ajutorul lui Galagan, un fost ofițer cazac. Restul cazacilor și-au mutat centrul mai jos pe Nipru pentru următorii 19 ani.
Bătălia a început înaintea zorilor zilei de 28 iunie (după calendarul suedez) la ora 3:45 a.m. Suedezii au înaintat către liniile rusești întărite. Bătălia a debutat într-o manieră tradițională, suedezii mai bine pregătiți, presând redutele rusești, au cucerit câteva dintre ele în primele 15 minute. Suedezii păreau în avantaj, dar acesta a fost anulat rapid. Până în zori (pe la 4:30 a.m.), vremea a devenit neobișnuit de caldă și umedă, soarele care răsărea fiind acoperit de fumul tunurilor și muschetelor. Pedestrașii suedezi, conduși de generalul Lewenhaupt, au încercat să-i atace pe ruși în tabăra lor fortificată de la nord de Poltava. Dar înaintarea suedeză s-a oprit rapid, în parte deoarece pedestrașilor li s-a dat ordin să se retragă și să se reorganizeze. În plus, un detașament suedez, comandat de generalul Roos, nu aflase de planul de ansamblu și a rămas izolat în redutele defensive rusești când o coloană de circa 4.000 de soldați ruși a reocupat pozițiile întărite, încercuindu-l pe Roos și pe cei 2.600 de oameni ai săi la orele 6:15 a.m. Cu peste 1.000 de morți și răniți și în penurie de muniție, Roos a fost obligat să se predea la 9:30 a.m. 
La 8:30 a.m. cea mai mare parte a armatei suedeze s-a deplasat spre nord pentru a ataca tabăra fortificată rusească, dar a așteptat revenirea lui Roos, fără a ști de înfrângerea lui. Pe măsură ce trecea timpul, pedestrașii ruși, în frunte cu Petru, au ieșit din tabăra întărită și au format două linii în fața suedezilor, fiind susținuți de focuri de tun din interiorul taberei. La 9:45 a.m., Lewenhaupt a ordonat liniei suedeze să înainteze: 4.000 de pedestrași suedezi contra 20.000 de pedestrași ruși. Primii au înaintat și rușii au deschis focul din tunuri, creând un infern de proiectile. Când suedezii au ajuns la 100 de metri de linia adversarilor, rușii au tras cu muschetele. Când au ajuns la 30 de metri de linia rusă, suedezii au tras o salvă și au șarjat cu muschetele și sulițașii, împingându-i încet pe ruși către tabăra lor în pofida pierderilor grele. Suedezii au fost pe punctul de a obține o victorie și aveau nevoie de cavaleria generalului Cruetz; aceasta era însă dezorganizată. Linia rusă era mai lungă decât cea suedeză, iar flancul drept rusesc, condus de Menșikov, a flancat pedestrașii suedezi. Mai multe regimente au fost înconjurate într-o bătălie în stilul celei de la Cannae, cavaleria rusească a lui Bauer au ocolit armata suedeză pentru a organiza atacul asupra ariergardei. Cruetz și cavaleria au încercat să câștige timp de retragere pentru infanterie. Suedezii nu mai aveau în acest moment corpuri de armată organizate pentru a se opune rușilor. Mici grupuri de pedestrași au reușit să rupă încercuirea și să fugă spre sud, în vreme ce restul au fost copleșite. Văzând înfrângerea armatei sale de pe o targă din spate, Carol a ordonat retragerea la orele 11:00 a.m. Până la prânz, bătălia se terminase, cavaleria rusească a atacat soldații izolați de pe câmp și s-a întors la propriile linii. Carol și-a adunat restul trupelor și carele de provizii și s-a retras spre sud în aceeași zi, abandonând asediul Poltavei. Rehnskiöld a căzut prizonier. Lewenhaupt i-a condus pe suedezii rămași împreună cu o parte din forțele cazacilor la Nipru, dar a fost urmărit de cavaleria regulată rusească și de 3.000 de kalmîci, fiind obligat să capituleze după trei zile la Perevolocina, la 1 iulie.

## Urmări

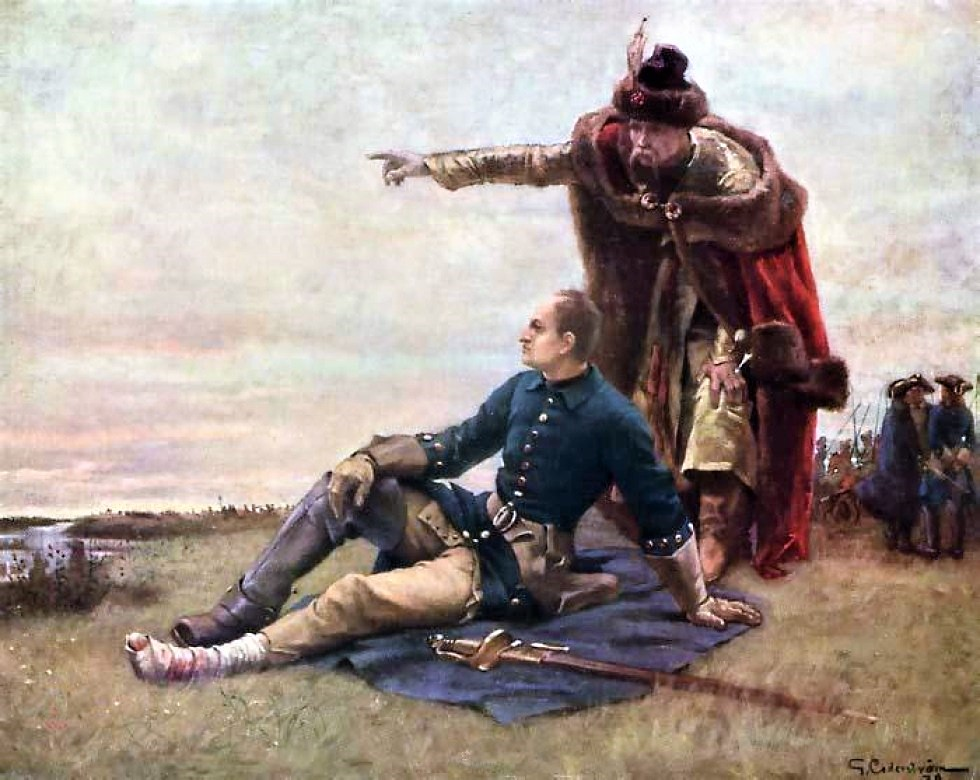
Carol al XII-lea și Mazepa la Nipru după Poltava, de Gustaf Cederström.

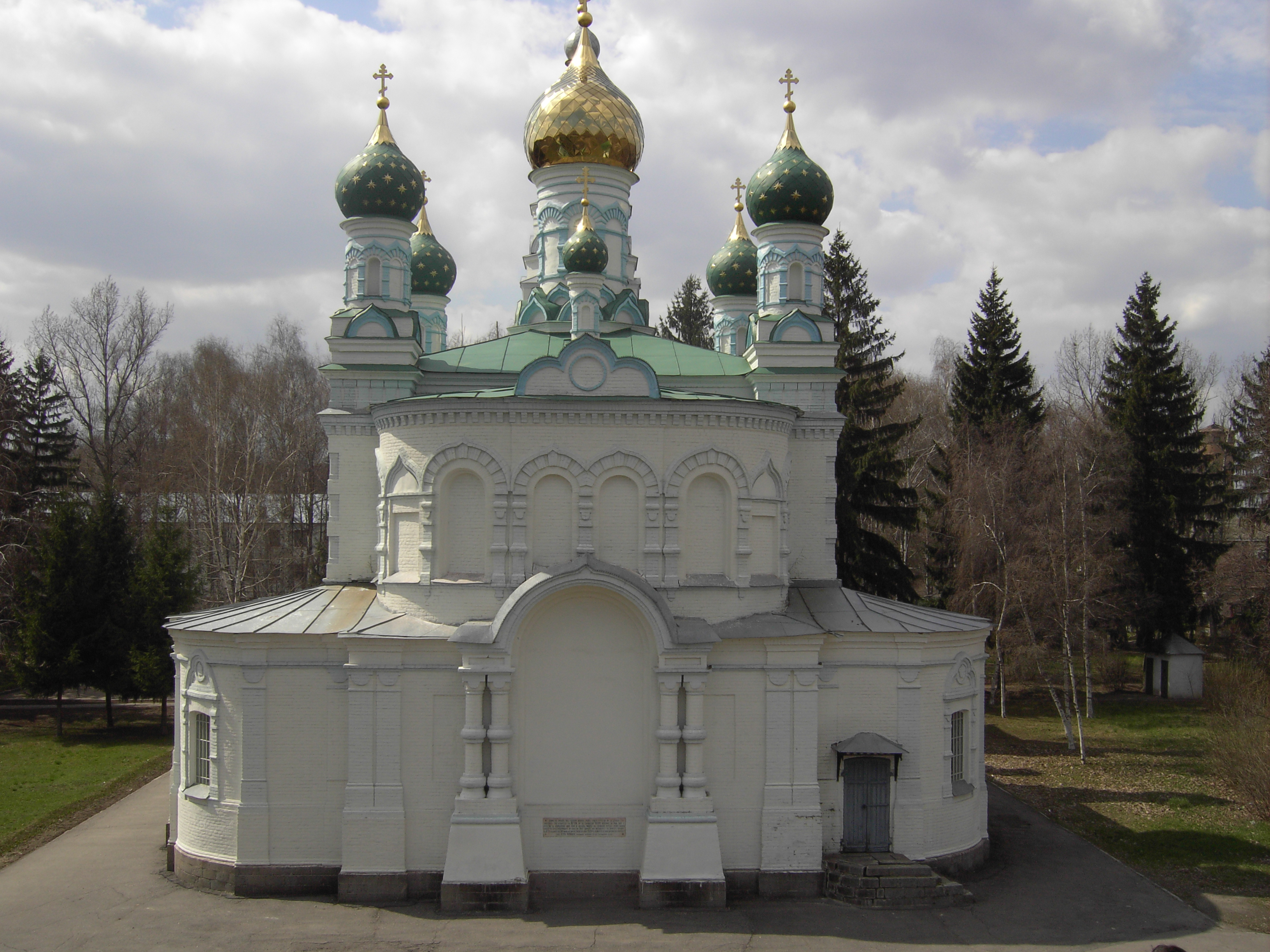
Biserica ortodoxă de pe câmpul de luptă

Aproape întreaga armată suedeză rămasă, circa câteva mii de oameni, a capitulat la Perevolocina la 30 iunie 1709 (S.V.) / 1 iulie 1709 (calendarul suedez) / 11 iulie 1709 (S.N.). Prizonierii au fost puși să muncească la construirea noii cetăți Sankt Petersburg. Carol și Mazepa au fost lăsați să plece cu circa 1.500 de oameni la cetatea Bender, controlată de Imperiul Otoman, aflată la granița cu Moldova. Carol a stat cinci ani în exil înainte de a reuși să revină în Suedia.

## În cultura populară
Bătălia a fost ilustrată în filmul suedez din 1925 Karl XII cu Gösta Ekman în rolul regelui Carol al XII-lea și cu actorul emigrant rus Nicolai de Seversky în rolul lui Petru I. Mai recent, bătălia a apărut în filmul rusesc din 2007 Slujitorul suveranului (în rusă Слуга Государев, Sluga Gosudarev). Cântecul lui Al Stewart, The Coldest Winter in Memory, relatează bătălia din perspectiva unui soldat muribund. Bătălia de la Poltava este prezentată și în melodia ,,Poltava" compusă de trupa suedeză de power metal Sabaton.

## Hărți

Etapele bătăliei de la Poltava pe Wikipedia suedeză:
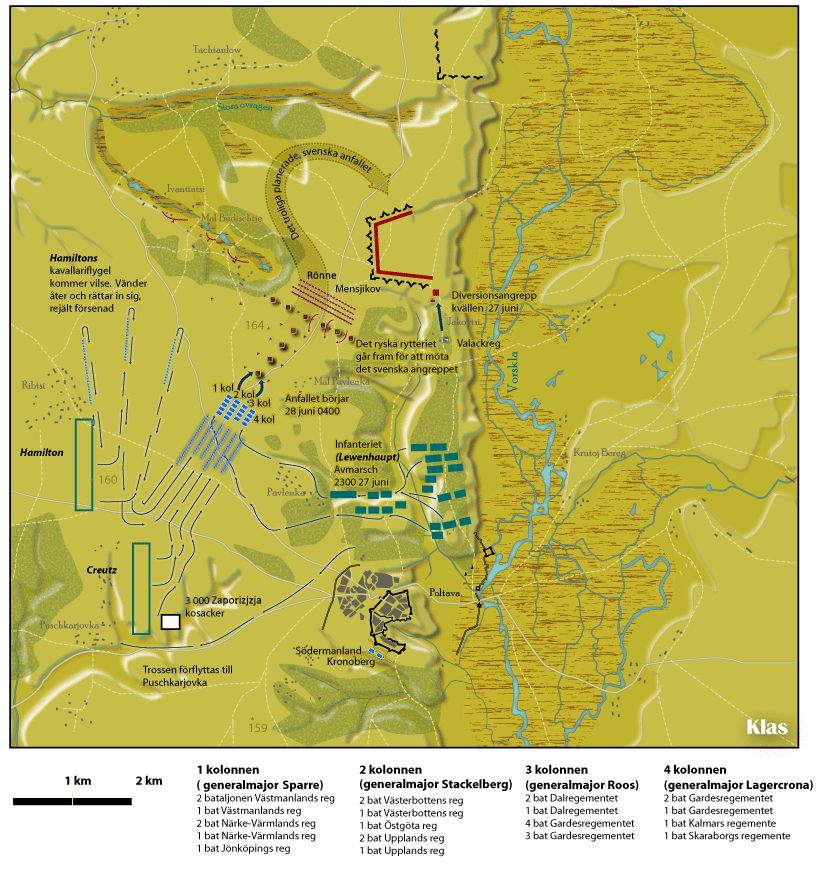
Implementarea și ofensiva
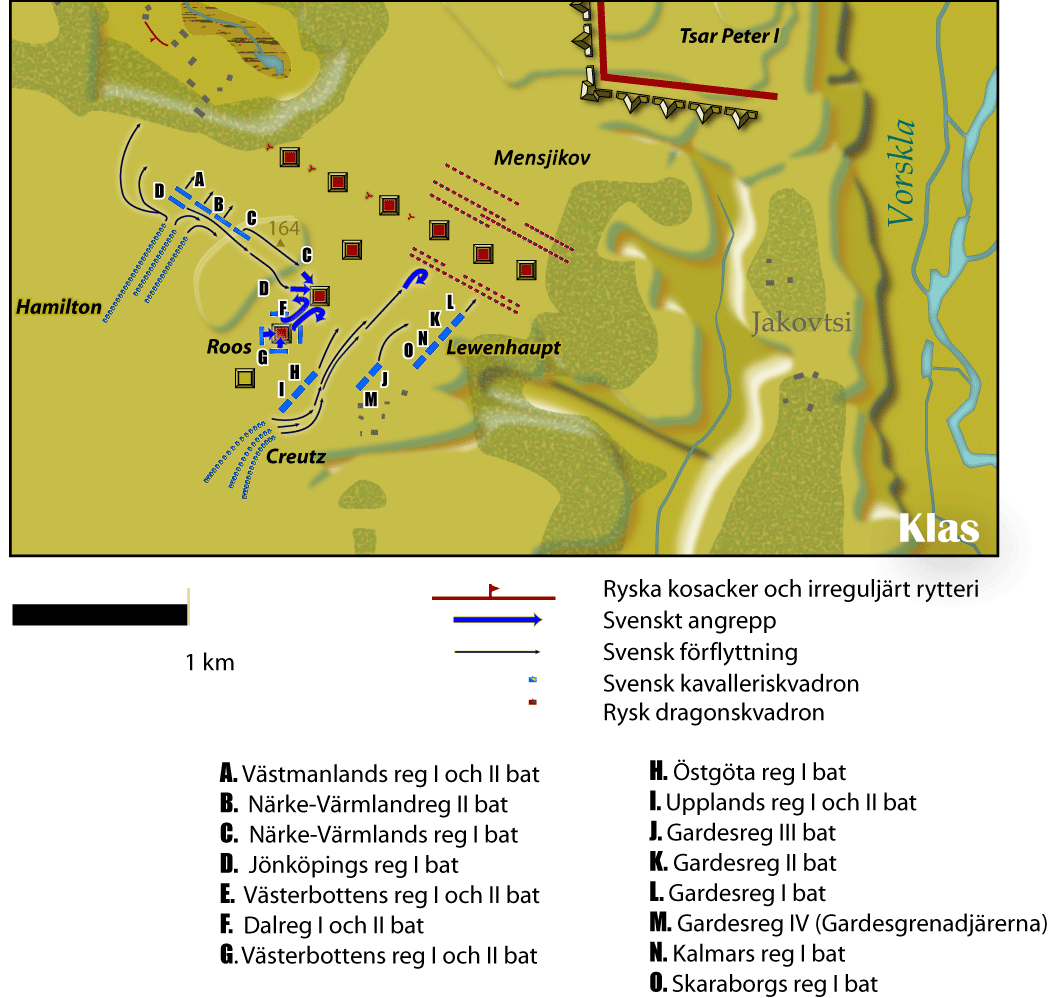
Primul atac asupra redutelor
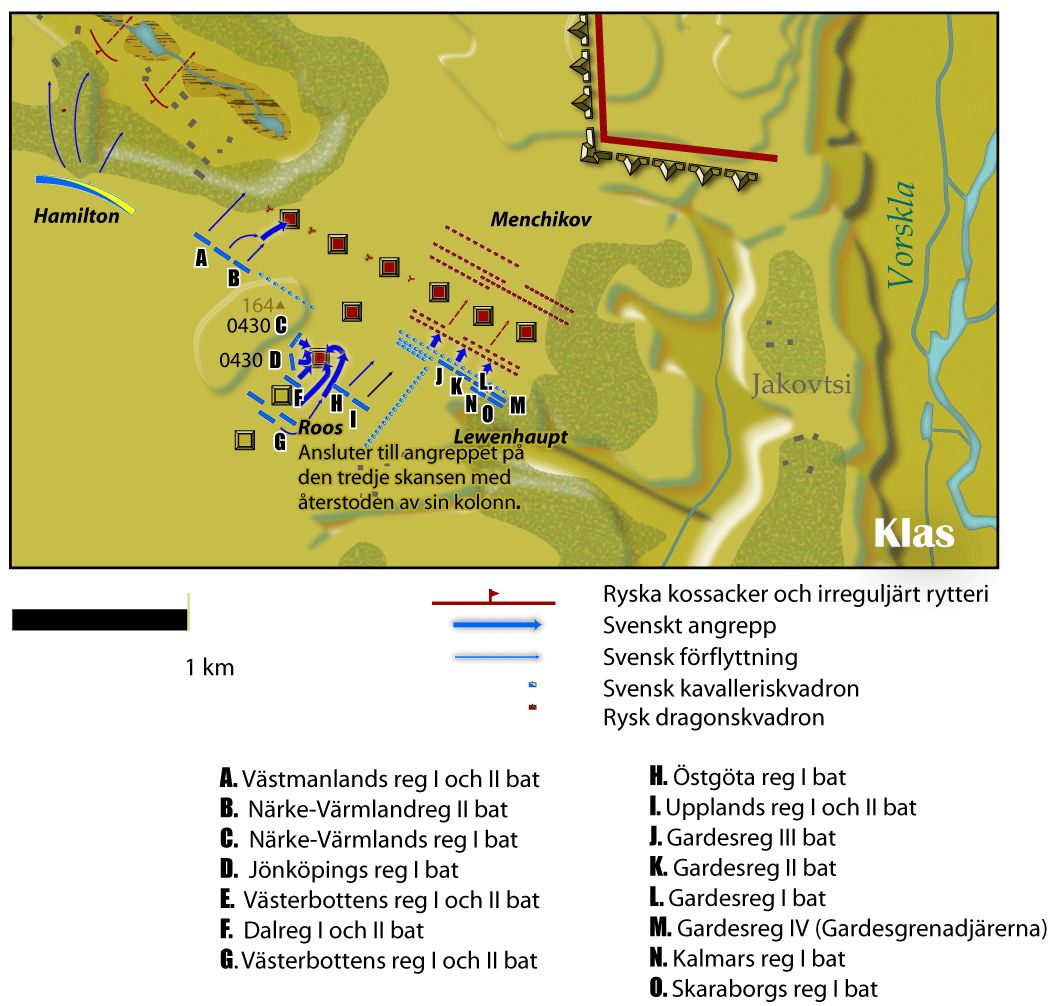
Trecerea de liniile de redute - 1
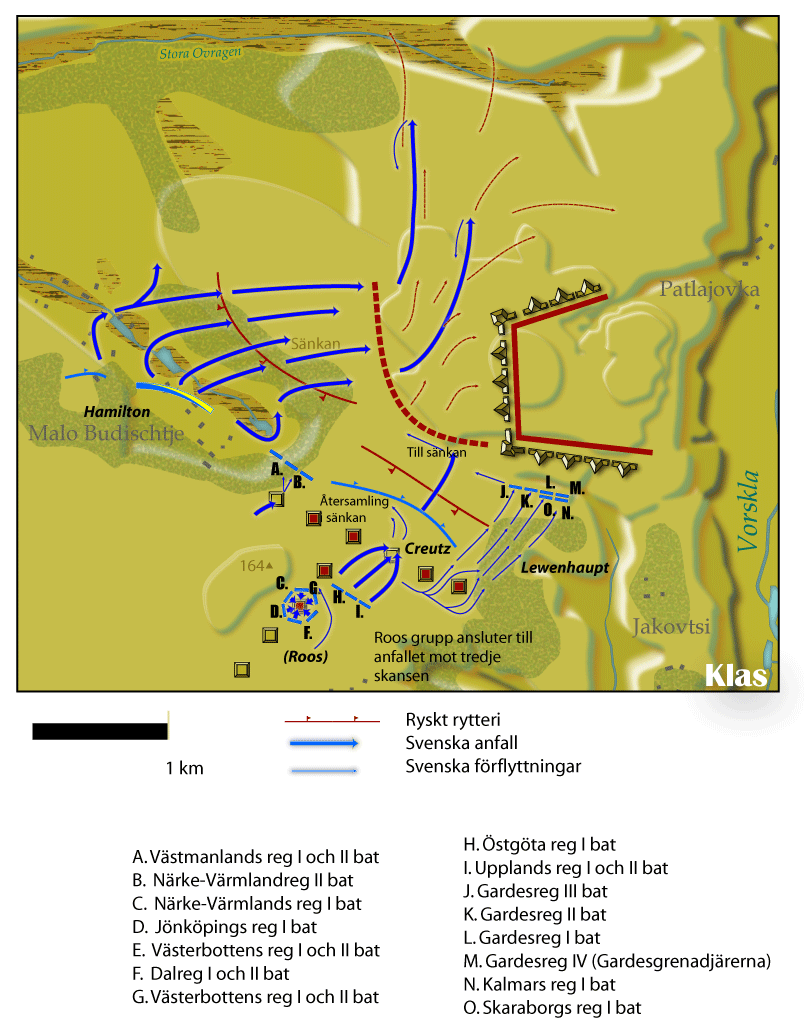
Trecerea de liniile de redute - 2
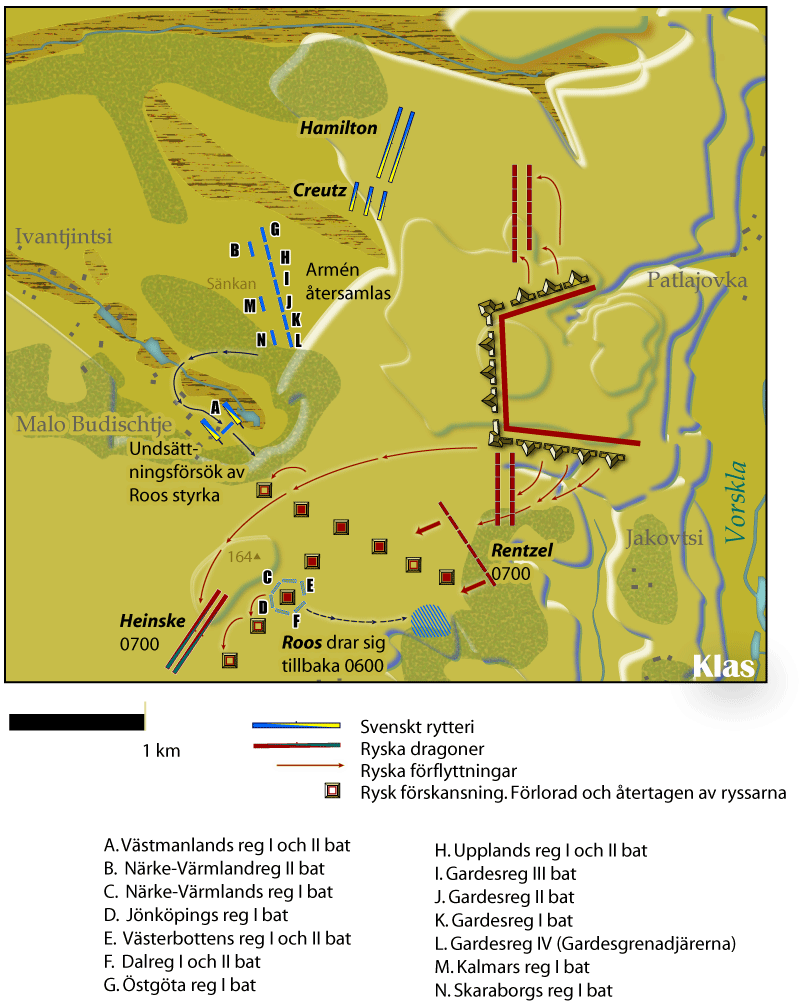
Grupul Roos pierde contactul cu armata principală
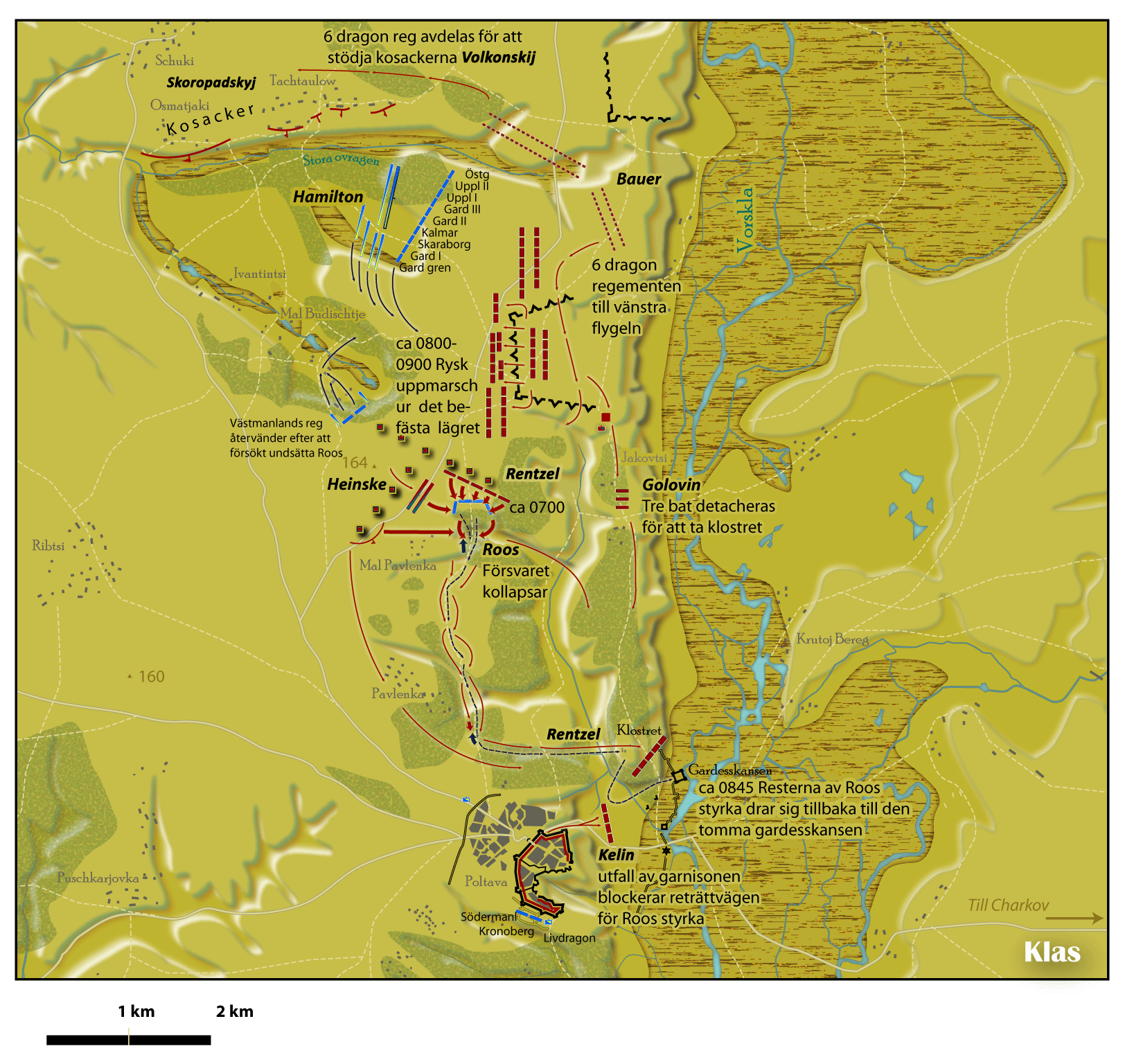
Armata suedeză sa mutat spre nord. Grupul Roos s-a distrus
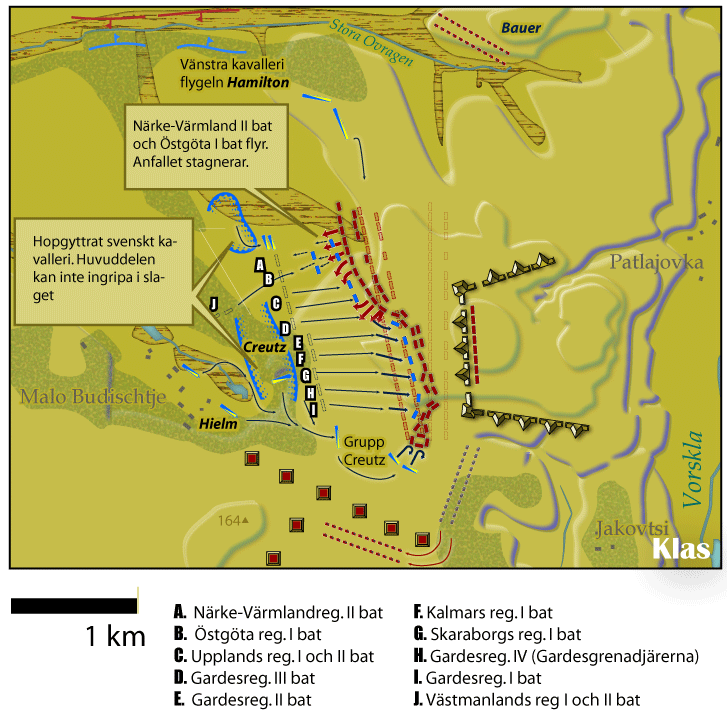
Lupta care a urmat
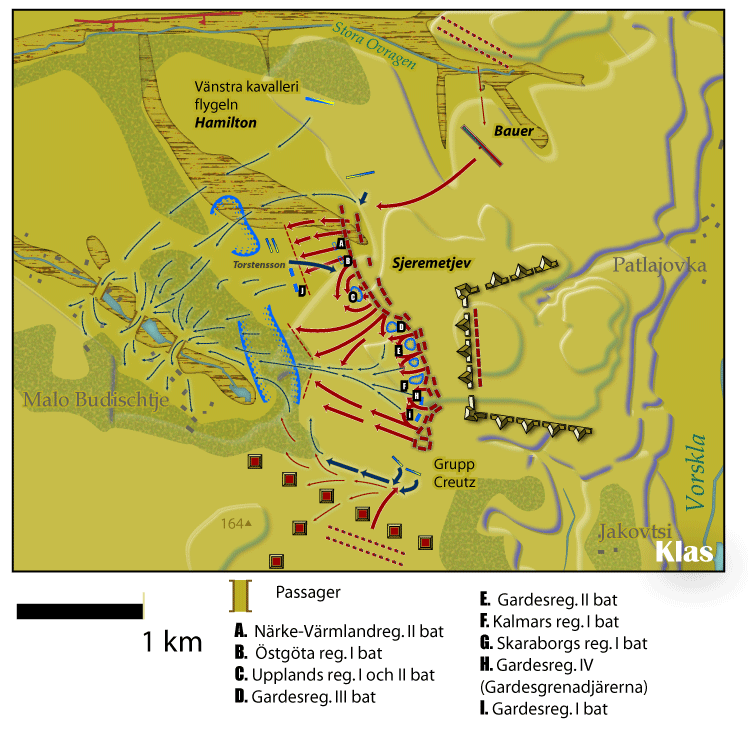
Ultimul atac
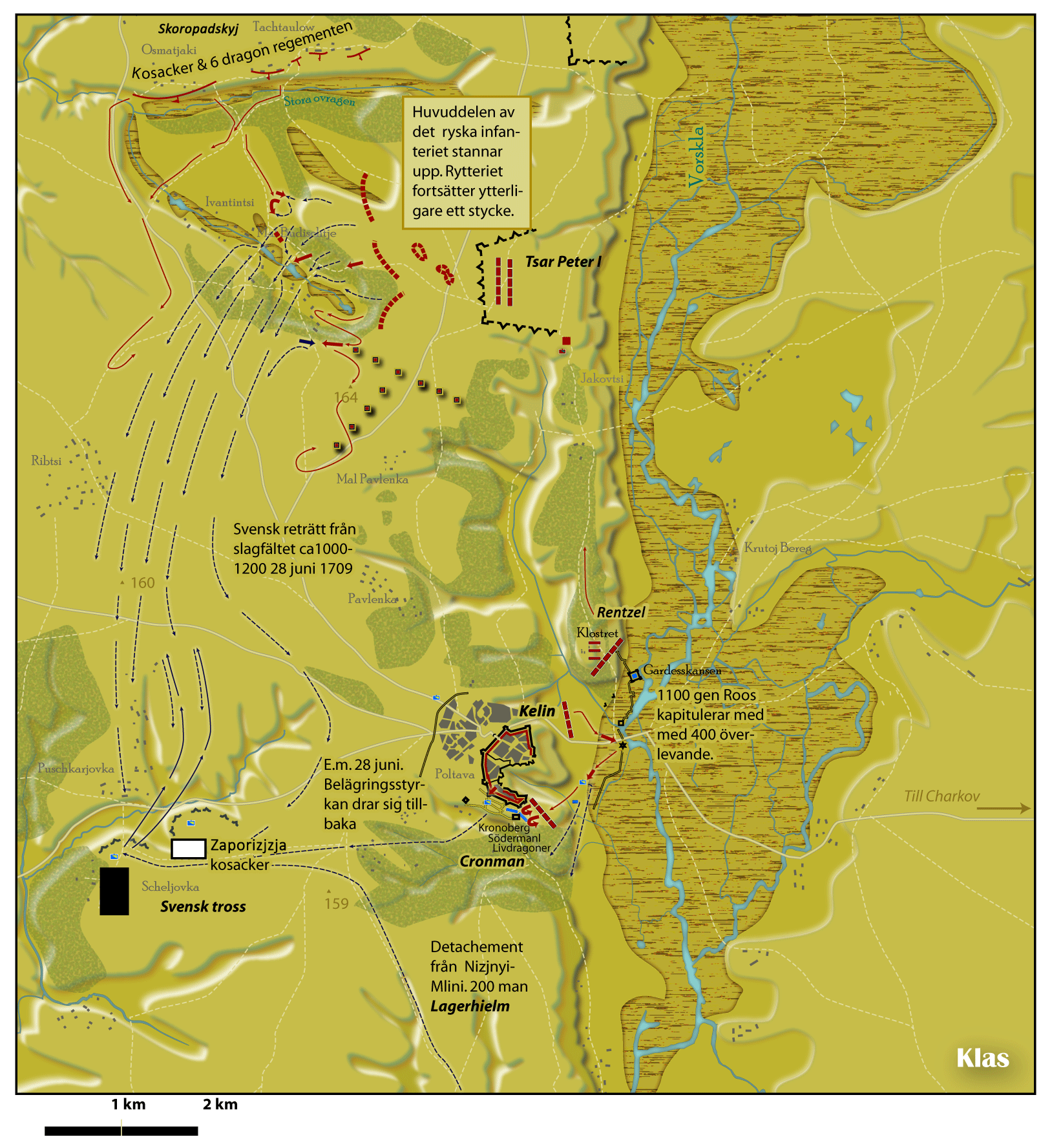
Suedezii se retrag